# Distretto di Tate
Il distretto di Tate è uno dei quattordici distretti della provincia di Ica, in Perù. Si trova nella regione di Ica e si estende su una superficie di  7,07 chilometri quadrati.